# أحمد حقي الحلي
أحمد حقي الحلي  وهو شاعر وأديب وأستاذ أكاديمي عراقي، ولد في مدينة الحلة عام 1332 هـ/1914م، وتوفي في بغداد عام 1416 هـ/1996م.

## نشأته ودراسته
نشأ الأستاذ أحمد حقي في مدينة الحلة وبعد اكماله الدراسة الأبتدائية والثانوية أنتقل إلى العاصمة بغداد، وواصل دراسته حتى حصل على درجة الدكتوراه من جامعة مانشستر بإنجلترا في عام 1948.
وفي فترة شبابه مارس مهنة التمثيل في المسرح وهو طالب في المدرسة، وكان أحد ممثلي أول فرقة مسرحية عراقية اسسها الفنان حقي الشبلي في عام 1927 بأسم الفرقة التمثيلية الوطنية، وكان ممن مثل معه آنذاك الفنان محمد القبانجي والفنان عزيز علي وغيرهما من رواد التمثيل والمسرح في العراق. وقد قدمت هذه الفرقة مسرحية (وحيدة)، ومسرحية (صلاح الدين الايوبي)، ومسرحية (جزاء الشهامة).
ولقد عمل الاستاذ أحمد حقي بمهنة التدريس في دار المعلمين العالية، التي تغير اسمها فيما بعد إلى كلية التربية في جامعة بغداد، وشغل منصب مدير عام لدائرة التعليم الابتدائي في وزارة التربية والتعليم، ثم عمل خبيرًا بالمجمع العلمي العراقي، وكان عضوًا استشاريًا في دائرة ثقافة الطفل في وزارة الثقافة، ثم عمل مستشارًا ثقافيًا في سفارة العراق في لندن.
كان أحمد حقي عضو اتحاد الأدباء والكتاب العراقيين، وعضو جمعية العلوم التربوية والنفسية ببغداد. ولقد شارك في عدد من مؤتمرات منظمة اليونسكو الخاصة بالطفل، ولاجل ذلك يعد من رواد أدب الأطفال في العراق، ولقد كتب القصة وكان بارعا في كتابة المقالة.
وأهتم بتدريس مادة فلسفة التربية في كلية التربية في جامعة بغداد، وله دراسات أكاديمية ومقالات وبحوث منشورة في المجلات العراقية والعربية.

## من مؤلفاته
- المحفوظات الطفلية - طبع في دار المعارف في القاهرة 1954.
- قراءة الراشدين (4 أجزاء) - بغداد 1976.
- تعليم الكبار - مفهومه وميادينه - طبع في بغداد 1950.
- قراءة لمحو الأمية الوظيفي (4 أجزاء) - بغداد.
- أهداف تدريس اللغة العربية في المرحلة الابتدائية - بغداد 1987،
- تعليم العربية بطريقة الوحدة في الصفوف العليا - بغداد 1987،
- محاضرات في أصول تدريس قواعد اللغة العربية - بغداد 1982.
- محاضرات في أصول التدريس - 1973.

وله من المسرحيات التي ترجمها مسرحية كنز الحمراء لجيرالدين برين 1962.

## وفاته
توفي الاستاذ أحمد حقي في بغداد عام 1416 هـ/1996م.